# Victor Vreuls
Victor Vreuls (* 4. Februar 1876 in Verviers; †  26. oder 27. Juli 1944 in Sint-Joost-ten-Node) war ein belgischer Violinist, Dirigent und Komponist.

## Leben und Wirken
Victor Vreuls erhielt ersten Musikunterricht am Konservatorium seiner Heimatstadt Verviers, danach wechselte er an das Lütticher Konservatorium. Dort erhielt er bei Jean-Théodore Radoux Unterricht in Kompositions- und Fugenlehre, bei Sylvain Dupuis studierte er Harmonielehre. Danach nahm er Privatunterricht bei Vincent d’Indy in Paris. 1901 berief ihn d’Indy  an die Schola Cantorum de Paris. 1904 gründete er mit Charles Bordes die Konzertgesellschaft Camera, die sich der Organisation von Konzerten Alter Musik widmete. Gleichfalls in 1904 erhielt er den Prix Eugène Ysaÿe, für seine Sinfonie für Violine und Orchester. 1906 wurde er als erster Direktor des neu gegründeten Conservatoire du Luxembourg berufen. Neben dieser Aufgabe machte er sich als international tätiger Dirigent einen Namen. 1925 wurde er in die Académie Royale de Belgique, Sektion Beaux-Arts aufgenommen. Das Direktorenamt in Luxemburg legte er 1926 aus Gesundheitsgründen nieder.
Die Liste seiner Kompositionen umfasst neben Kammermusik, sinfonische Werke, zwei Opern, eine Ballettmusik und Melodien. Sein Werk ist durch d'Indy und César Franck beeinflusst. An Richard Wagner erinnern seine aufwändigen Orchestrierungen. In mehreren seiner kleineren Tonschöpfungen lässt er die Volksmusik der belgischen Ardennen anklingen, mit Titeln wie Au bord de l'Amblève,  Gerbe ardennaise oder En Ardenne.